# Верьте мне, люди
«Верьте мне, люди» — советский художественный фильм по мотивам романа Юрия Германа «Один год».

## Сюжет
1956 год. Осуждённых по политическим статьям освобождают из мест заключения.
Уголовнику Алексею Лапину остаётся месяц до освобождения, но он бежит из лагеря. Побег был спровоцирован другим уголовником, Каином, который убеждает Алексея бежать с ним вместе. Во время побега сокамерник бросает Лапина на съедение волкам. Чудом выживший и спасённый геологами Алексей приезжает в Ленинград, чтобы разыскать Каина.
В это же время, в Ленинграде, полковнику Анохину сообщают, что рецидивист Алексей Лапин бежал из-под стражи и, скорее всего, появится в Ленинграде. Анохин поднимает дело Лапина и выясняет, что его отец, репрессированный в 30-е годы, недавно был реабилитирован.
Между тем Алексей Лапин встречает женщину в Ленинграде. Полюбив её и её ребёнка, он решает порвать с уголовным прошлым.
В театре, куда пригласила Лапина его невеста, случайно оказываются сотрудники милиции, и среди них полковник Раскатов, который опознаёт Лапина и сообщает об этом полковнику Анохину, тоже находящемуся в театре. Последний решает брать уголовника в том месте, где меньше всего людей — в курилке у туалета. Именно там происходит одна из главных сцен фильма. Анохин узнал Лапина, и предлагает ему сдаться. Лапин же говорит буквально следующее: «Неужели ты не человек? Верь мне, я сам приду к тебе, если ты меня сейчас отпустишь!».
Анохин говорит ему: «Я тебе верю, придёшь ко мне в понедельник, в 12», — и уходит.
Узнав об этом, полковник Раскатов тут же докладывает «наверх» о непозволительной, на его взгляд, безответственности по отношению к матёрому уголовнику.
Вопреки ожиданиям полковника Раскатова, Лапин, как и обещал, приходит к Анохину, который сообщает Лапину, что его отец посмертно реабилитирован.
В заключительной сцене женщина, которую любит Лапин, приносит Анохину передачу для Алексея. В конце их разговора она просит сказать, сколько ей и её ребёнку ждать Алексея, сколько ему дадут. Анохин молчит, женщина уходит. Анохин, осознавая сложность дела, звонит проконсультироваться в Москву.
В последних кадрах мы видим Алексея за рулём рейсового автобуса.

## В ролях
- Кирилл Лавров — Алексей Лапин, беглый вор-рецидивист (кличка — Лапа), он же — Алексей Корнев, сын репрессированного комкора Корнева
- Владимир Самойлов — полковник Алексей Николаевич Анохин
- Ирина Бунина — Нина, дочь рабочего Елисеева
- Станислав Чекан — Батый-Каин, уголовник
- Всеволод Кузнецов — полковник милиции Раскатов
- Сергей Плотников — Елисеев
- Валентина Беляева — жена полковника Анохина
- Кирилл Гунн — гардеробщик в Кировском театре
- Николай Парфёнов — начальник колонии
- Леонид Реутов — Павел Стешнев, мелкий вор-сумочник (Пашка-Рыба)
- Владимир Атлантов — оперный певец в Кировском театре
- Галина Карева — оперная певица в Кировском театре
- Виктор Борцов — геолог
- Евгений Евстигнеев — Костюков (татуированный)
- Александр Орлов — швейцар
- Дмитрий Орловский — освобождённый заключённый
- Иван Рыжов — завхоз в Большом доме на Литейном
- Аркадий Трусов — участковый милиционер Кухаренко
- Юрий Шепелев — милиционер на мотоцикле
- Оксана Левинсон — Люся, младший лейтенант милиции
- Гликерия Богданова-Чеснокова

## Критика
Т. Осипов написал на страницах газеты «Вечерняя Москва», что фильм «Верьте мне, люди» является одним из лучших произведений киноискусства 1964 года, что стало следствием большой серьёзной работы творческого коллектива киностудии имени Горького, вдумчивого писательского труда Юрия Германа, точной подобранности актёрского ансамбля, великолепной отточенности эпизодических ролей, интересной портретной съёмки оператора Михаила Кириллова. Тем не менее, Осипов нашёл в ленте и недостатки, к которым отнёс снижение авторами общей значимости борьбы, ведущейся полковником Анохином за судьбу Лапина, тем упором, который сделан на том обстоятельстве, что Лапин являлся исключительным человеком, поскольку был сыном комкора. Часть сцен в картине, по мнению Осипова, решена стереотипно. Но, как считает Осипов, всё же трудная и сложная судьба героя не оставляет зрителей равнодушными, оказывает на них волнующее действие, вызывая чувство солидарности с теми персонажами, что ценят человека и неприемлят равнодушие и недоверие. 